# Mathieu Valverde
Mathieu Valverde (Montreuil, 14 mei 1983) is een Frans voetbaldoelman die sinds 2009 voor de Franse eersteklasser Toulouse FC uitkomt. Eerder speelde hij voor Bordeaux, waar hij enkele jaren reservekeeper was en US Boulogne.